# Kiss (잡지)

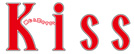

《키스》(Kiss)는 고단샤에서 발행하는 일본의 레이디스 코믹스 잡지이다. 1992년에 월간지로 창간되었다. 1997년부터 격주간으로 발행하다가 2013년부터 다시 월간지가 되었다.